# Sender Ansbach
Auf der Ansbacher Ludwigshöhe betreibt die Deutsche Telekom AG den Sender Ansbach (auch als Funkübertragungsstelle Ansbach 1 bezeichnet) für UKW, Mobilfunk und Richtfunk.
Als Antennenträger kommt ein Stahlrohrträger zum Einsatz. Die Schaftlänge des Turmes beträgt 111 Meter. In 79,30 Meter Höhe befindet sich der Betriebsraum. In 85 m, 92,50 m, und 100 m Höhe besitzt der Turm Plattformen für Mobilfunk und Richtfunkantennen.
Vodafone Kabel Deutschland betreibt auf dem Sender die Kopfstation (Ansbach 1) für Kabelfernsehen, Internet und Telefonie und versorgt so ca. 35.000 angeschlossene Haushalte in Stadt- und Landkreis Ansbach sowie in Teilen des Landkreises Neustadt an der Aisch-Bad Windsheim und des Landkreises Weißenburg-Gunzenhausen. Die Kopfstation ist direkt an einen Backbone angeschlossen.
Der Lastenaufzug hat eine Geschwindigkeit von 1,2 m pro Sekunde. Der höchste Haltepunkt ist bei 80,11 Meter.
In der Stadt Ansbach sind zwei weitere UKW-Senderstandorte vertreten. Deutschlandfunk und Deutschlandradio Kultur werden vom Sender Galgenmühle ausgestrahlt. AFN – The Eagle wird vom Stadtteil Katterbach gesendet.

## Frequenzen und Programme

### Analoges Radio (UKW)
Beim Antennendiagramm sind im Falle gerichteter Strahlung die Hauptstrahlrichtungen in Grad angegeben. In UKW werden folgende Programme ausgestrahlt:
| Frequenz (in MHz) | Programm     | RDS PS   | RDS PI | Regionalisierung | ERP (in kW) | Antennendiagramm rund (ND)/gerichtet (D) | Polarisation horizontal (H)/vertikal (V) |
| ----------------- | ------------ | -------- | ------ | ---------------- | ----------- | ---------------------------------------- | ---------------------------------------- |
| 89,4              | Radio 8      | RADIO_8_ | D41E   | -                | 0,5         | ND                                       | H                                        |
| 105,8             | Radio Galaxy | GALAXY__ | 1A17   | Ansbach          | 0,1         | D (330°-0°, 40°-310°)                    | H                                        |

### Amateurfunkdienst
Auf dem Turm sind zwei Amateurfunk-Sprechfunkrelais und eine -Bake installiert.
- 70 cm FM-Relais DB0ANU (RX: 431,8000 MHz; TX: 439,4000 MHz)
- 23 cm FM-Relais DB0ANU (RX: 1270.6750 MHz; TX: 1298.6750 MHz)
- 3 cm Bake DB0ANU (TX: 10368,810 MHz)

Der QTH-Locator ist JN59gg89.

### Analoges Fernsehen
Die Abstrahlung der analogen Fernsehsender wurde mit der Einführung von DVB-T eingestellt
| Kanal | Frequenz (MHz) | Programm                        | ERP (kW) | Sendediagramm rund (ND)/ gerichtet (D) | Polarisation horizontal (H)/ vertikal (V) |
| ----- | -------------- | ------------------------------- | -------- | -------------------------------------- | ----------------------------------------- |
| 26    | 511,25         | ZDF                             | 0,04     | D                                      | H                                         |
| 35    | 583,25         | ProSieben                       | 0,05     | ND                                     | H                                         |
| 49    | 695,25         | DSF                             | 0,05     | ND                                     | H                                         |
| 57    | 759,25         | Bayerisches Fernsehen (Franken) | 0,04     | D                                      | H                                         |